# WTA Lüttich
Das WTA Lüttich (offiziell: Belgian Ladies Open) war ein Tennisturnier der WTA Tour, das in der belgischen Stadt Lüttich ausgetragen wurde.

## Siegerliste

### Einzel
| Jahr | Siegerin      | Finalgegnerin   | Ergebnis      |
| ---- | ------------- | --------------- | ------------- |
| 1993 | Radka Bobková | Karin Kschwendt | 6:3, 4:6, 6:2 |

### Doppel
| Jahr | Siegerinnen                      | Finalgegnerinnen             | Ergebnis       |
| ---- | -------------------------------- | ---------------------------- | -------------- |
| 1993 | Radka Bobková María José Gaidano | Ann Devries Dominique Monami | 6:4, 2:6, 7:64 |